# David di Donatello 1981
La cerimonia di premiazione della 26ª edizione dei David di Donatello si è svolta il 26 settembre 1981 al Teatro dell'Opera di Roma.

## Vincitori
Miglior film
- Ricomincio da tre, regia di Massimo Troisi
- Tre fratelli, regia di Francesco Rosi
- Passione d'amore, regia di Ettore Scola

Miglior regista
- Francesco Rosi - Tre fratelli
- Luigi Comencini - Voltati Eugenio
- Ettore Scola - Passione d'amore

Migliore sceneggiatura
- Tonino Guerra e Francesco Rosi - Tre fratelli
- Ruggero Maccari e Ettore Scola - Passione d'amore
- Massimo Troisi e Anna Pavignano - Ricomincio da tre

Migliore produttore
- Franco Committeri  - Passione d'amore
- Gianni Minervini e Antonio Avati - Aiutami a sognare
- Fulvio Lucisano e Mauro Berardi - Ricomincio da tre

Migliore attrice protagonista
- Valeria D'Obici - Passione d'amore
- Mariangela Melato - Aiutami a sognare
- Elena Fabrizi - Bianco, rosso e Verdone

Migliore attore protagonista
- Massimo Troisi - Ricomincio da tre
- Michele Placido - Fontamara
- Carlo Verdone - Bianco, rosso e Verdone

 Migliore attrice non protagonista 
- Maddalena Crippa - Tre fratelli[1]
- Ida Di Benedetto - Camera d'albergo[2]
- Laura Antonelli - Passione d'amore

Migliore attore non protagonista
- Charles Vanel - Tre fratelli
- Bruno Ganz - La storia vera della signora dalle camelie
- Néstor Garay - Camera d'albergo

Migliore direttore della fotografia
- Pasqualino De Santis - Tre fratelli
- Tonino Delli Colli - Camera d'albergo
- Ennio Guarnieri - La storia vera della signora dalle camelie

Miglior musicista
- Fiorenzo Carpi - Voltati Eugenio
- Ennio Morricone - Bianco, rosso e Verdone
- Piero Piccioni - Tre fratelli
- Riz Ortolani - Aiutami a sognare

Migliore scenografo
- Mario Garbuglia - La storia vera della signora dalle camelie
- Andrea Crisanti - Tre fratelli
- Luigi Scaccianoce - Fontamara

Migliore costumista
- Piero Tosi - La storia vera della signora dalle camelie
- Gabriella Pescucci - Tre fratelli
- Luciano Calosso - Fontamara

Migliore montatore
- Ruggero Mastroianni - Camera d'albergo
- Nino Baragli - Bianco, rosso e Verdone
- Enzo Meniconi - La baraonda

Miglior regista straniero
- Akira Kurosawa - Kagemusha - L'ombra del guerriero (影武者 - Kagemusha)
- Pál Gábor - Angi Vera
- Martin Scorsese - Toro scatenato (Raging Bull)

Migliore sceneggiatura straniera
- Jean Gruault - Mio zio d'America (Mon oncle d'Amérique)
- Bruce Beresford - Esecuzione di un eroe ('Breaker' Morant)
- Pál Gábor - Angi Vera
- András Kovács - Il recinto (A ménesgazda)

Miglior produttore straniero
- Hungaro Film  - Angi Vera (ex aequo)
- Francis Ford Coppola e George Lucas - Kagemusha - L'ombra del guerriero (影武者 - Kagemusha) (ex aequo)
- Stanley Kubrick - Shining

Migliore attrice straniera
- Catherine Deneuve - L'ultimo metrò (Le dernier métro)
- Vera Pap - Angi Vera
- Susan Sarandon - Atlantic City, U.S.A.

Miglior attore straniero
- Burt Lancaster - Atlantic City, USA (Atlantic City)
- Robert De Niro - Toro scatenato (Raging Bull)
- Gérard Depardieu - Mio zio d'America (Mon oncle d'Amérique)

David Luchino Visconti
- François Truffaut, per l'insieme del suo lavoro come regista e critico cinematografico.

David Europeo
- Krzysztof Zanussi